# Chaligny
Cet article possède un paronyme, voir Jaligny.
Chaligny est une commune de l'Est de la France, dans le département de Meurthe-et-Moselle.
Ses habitants sont les Chalinéens.

## Géographie

### Localisation
D'une superficie de 1 330 ha, dont 100 ha dans la forêt de Haye, le village de Chaligny est située sur un promontoire exposé plein sud, sur la rive droite de la Moselle, à une altitude de 290 mètres. Il se trouve à 14 km de Nancy et à 19 km de Toul.
D’après les données Corine land Cover, le ban communal de 1 336 hectares comportait en 2011, 71 % de forêt, 15 % de zones agricoles, 3 % de prairies, 6 % de zones industrielles et urbanisées et 5 % de masses d'eau.

### Géologie et relief
Hydrogéologie et climatologie : Système d’information pour la gestion des eaux souterraines du bassin Rhin-Meuse :
Territoire communal : Occupation du sol (Corinne Land Cover); Cours d'eau (BD Carthage),
Géologie : Carte géologique; Coupes géologiques et techniques,
 Hydrogéologie : Masses d'eau souterraine; BD Lisa; Cartes piézométriques.

### Sismicité
Commune située dans une zone de sismicité très faible.

### Hydrographie
La commune est dans le bassin versant du Rhin, au sein du bassin Rhin-Meuse. Elle est drainée par la Moselle et la Moselle canalisée,.
La Moselle, d'une longueur totale de 560 kilomètres dont 314 kilomètres en France, prend sa source dans le massif des Vosges au col de Bussang et se jette dans le Rhin à Coblence en Allemagne. Les caractéristiques hydrologiques de la Moselle sont données par la station hydrologique située sur la commune de Pont-Saint-Vincent. Le débit moyen mensuel est de 53,6 m3/s. Le débit moyen journalier maximum est de 1 060 m3/s, atteint lors de la crue du 4 octobre 2006. Le débit instantané maximal est quant à lui de 1 250 m3/s, atteint le même jour.
La Moselle canalisée est un canal, chenal non navigable de 135 km qui relie la commune de Dieulouard à celle de Kœnigsmacker où il se jette dans la Moselle. 

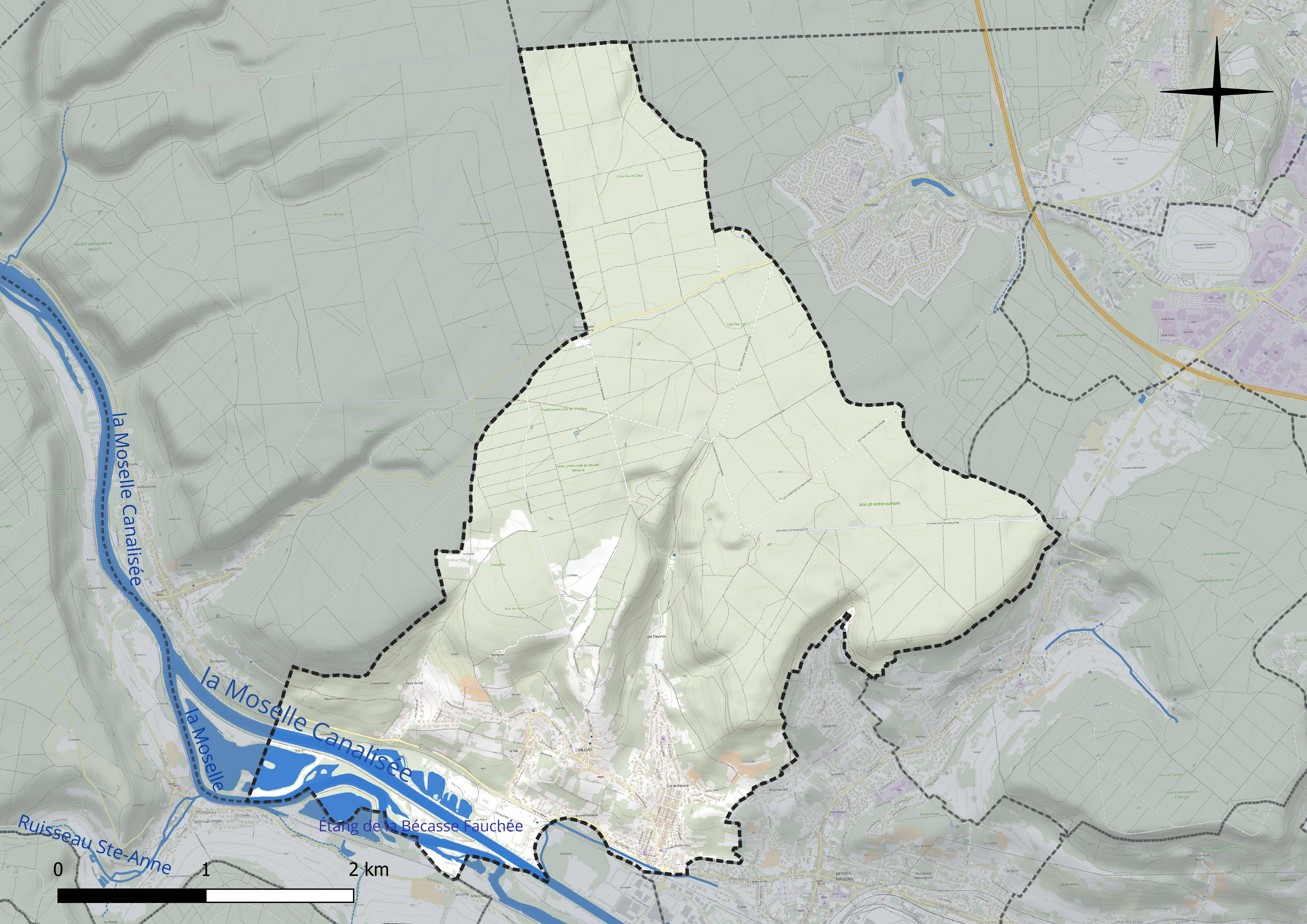
Réseau hydrographique de Chaligny.

Un plan d'eau complète le réseau hydrographique : l'étang de la Bécasse Fauchée, d'une superficie totale de 9,7 ha (4,7 ha sur la commune),.

### Climat
Pour des articles plus généraux, voir Climat du Grand Est et Climat de Meurthe-et-Moselle.
En 2010, le climat de la commune est de type climat des marges montargnardes, selon une étude du Centre national de la recherche scientifique s'appuyant sur une série de données couvrant la période 1971-2000. En 2020, Météo-France publie une typologie des climats de la France métropolitaine dans laquelle la commune est exposée à un climat semi-continental et est dans la région climatique  Lorraine, plateau de Langres, Morvan, caractérisée par un hiver rude (1,5 °C), des vents modérés et des brouillards fréquents en automne et hiver. 
Pour la période 1971-2000, la température annuelle moyenne est de 9,9 °C, avec une amplitude thermique annuelle de 16,7 °C. Le cumul annuel moyen de précipitations est de 840 mm, avec 12,7 jours de précipitations en janvier et 9,9 jours en juillet. Pour la période 1991-2020, la température moyenne annuelle observée sur la station météorologique de Météo-France la plus proche, « Nancy-Ochey », sur la commune d'Ochey à 11 km à vol d'oiseau, est de 10,5 °C et le cumul annuel moyen de précipitations est de 810,4 mm. 
La température maximale relevée sur cette station est de 39,6 °C, atteinte le 25 juillet 2019 ; la température minimale est de −19,1 °C, atteinte le 12 janvier 1987,,. 
Les paramètres climatiques de la commune ont été estimés pour le milieu du siècle (2041-2070) selon différents scénarios d'émission de gaz à effet de serre à partir des nouvelles projections climatiques de référence DRIAS-2020. Ils sont consultables sur un site dédié publié par Météo-France en novembre 2022.

### Communes limitrophes
| Maron            | Laxou    | Villers-lès-Nancy |
| Maron            | Chaligny | Chavigny          |
| Sexey-aux-Forges |          | Neuves-Maisons    |

### Voies de communications et transports

#### Voies routières
Autoroutes proches : 
- A31 (aussi appelée autoroute de Lorraine-Bourgogne) : Échangeurs Parc de Haye, Nancy-centre, Nancy-Gentilly.
- A33.
- A330. Échangeurs Neuves-Maisons - D331, Les Baraques, Fléville.

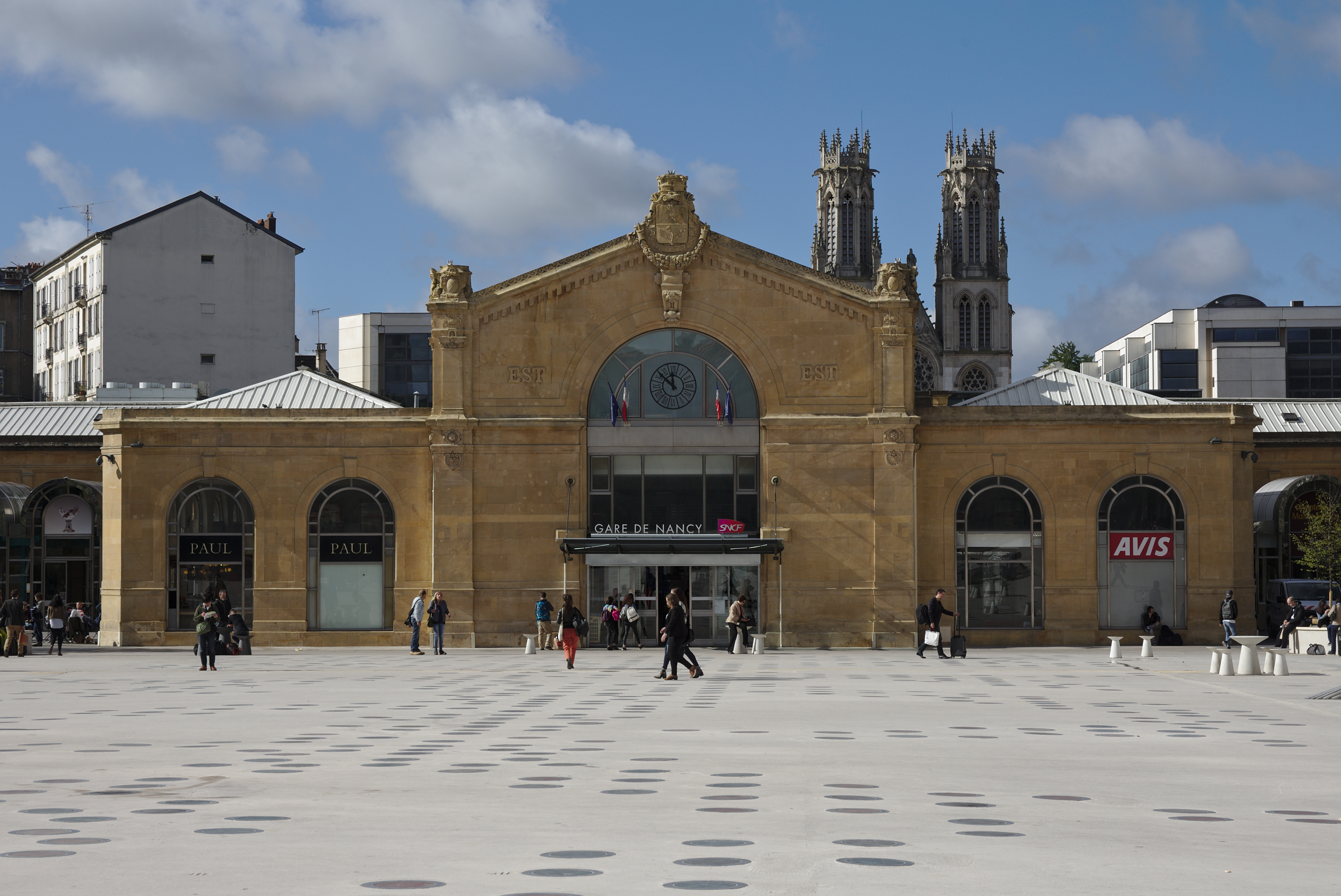
Gare de Nancy-Ville.

#### Transports en commun
- Fluo Grand Est.

#### Lignes SNCF
- Gare de Pont-Saint-Vincent.
- Gare de Nancy-Ville.

#### Transports aériens
- Aéroport de Nancy-Essey.

## Urbanisme

### Typologie
Au 1er janvier 2024, Chaligny est catégorisée ceinture urbaine, selon la nouvelle grille communale de densité à sept niveaux définie par l'Insee en 2022.
Elle appartient à l'unité urbaine de Neuves-Maisons, une agglomération intra-départementale regroupant sept  communes, dont elle est une commune de la banlieue,,. Par ailleurs la commune fait partie de l'aire d'attraction de Nancy, dont elle est une commune de la couronne,. Cette aire, qui regroupe 353 communes, est catégorisée dans les aires de 200 000 à moins de 700 000 habitants,.

### Occupation des sols
L'occupation des sols de la commune, telle qu'elle ressort de la base de données européenne d’occupation biophysique des sols Corine Land Cover (CLC), est marquée par l'importance des forêts et milieux semi-naturels (70,6 % en 2018), une proportion identique à celle de 1990 (70,6 %). La répartition détaillée en 2018 est la suivante : forêts (70,6 %), zones agricoles hétérogènes (14,5 %), zones urbanisées (7 %), eaux continentales (4,8 %), prairies (2,7 %), zones industrielles ou commerciales et réseaux de communication (0,2 %), cultures permanentes (0,2 %).
L'évolution de l’occupation des sols de la commune et de ses infrastructures peut être observée sur les différentes représentations cartographiques du territoire : la carte de Cassini (XVIIIe siècle), la carte d'état-major (1820-1866) et les cartes ou photos aériennes de l'IGN pour la période actuelle (1950 à aujourd'hui).

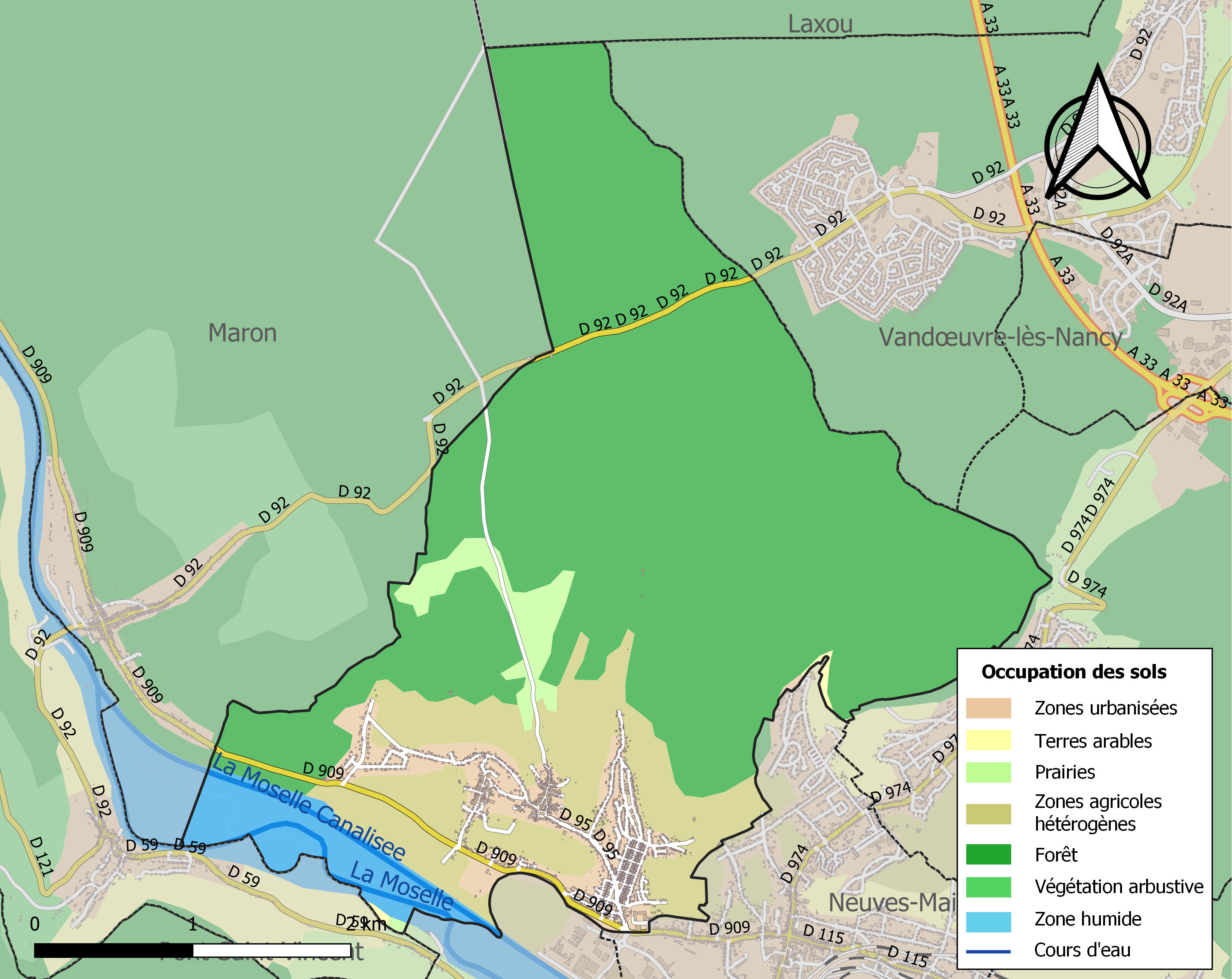
Carte des infrastructures et de l'occupation des sols de la commune en 2018 (CLC).

## Toponymie
Le nom de la localité est attesté vers 964 sous la forme latinisée Chelineium, par la suite on trouve les latinisations ou les formes romanes [Ecclesia Sancti-Remigii] Caliniacensis en 1126, [Cella et parochia de] Caliniaco en 1178, Caluniacum en 1181, [Udo de] Chelignei en 1130, [Mina ferraria in banno de] Chaleini en 1174, Chalignœ en 1249, Challegney en 1284, Challigney en 1291, Cheligney en 1321, [De] Challigneys en 1634, Challigneium, Challigneyum en 1436, Challigny en 1600, Caleniacum en 1675.
Un document de 1284 signale que le village est déjà partagé en deux parties : le Mont et le Val.

## Histoire

### Préhistoire et Antiquité
Les indices d'une occupation ancienne du territoire communal de Chaligny sont rares, mais l'extension des recherches aux communes voisines permet d'imaginer qu'elle a pu exister, puisque la découverte de sépultures néolithiques à Maron et à Villey-le-Sec indique que cette région était habitée dès la préhistoire et plus tard avec la proximité du Camp d'Affrique à Messein et les tumulus de Maron. Beaupré signale toutefois dans son répertoire archéologique que l'on aurait, dit-on, trouvé à différentes reprises des objets antiques et des sépultures sur le territoire de Chaligny dont notamment :
" … (une) hache polie en trapp, recueillie dans une galerie abandonnée de la mine du Val de Fer"

### Moyen Âge
Au XIIe siècle, Chaligny est une seigneurie dépendant de l'évêque de Metz et donnée en fief aux comtes de Vaudémont.
En 1150, Gérard II, comte de Vaudémont, fait appel aux pères de Cîteaux qui viennent s'installer à Chaligny en un lieu nommé Ferrière. Ils en sont chassés par les habitants  en 1159 et s'installent à Clairlieu sur un terrain qui leur est donné par Mathieu Ier, duc de Lorraine.
En 1345, la suzeraineté de l'évêque de Metz est transférée à l'identique au duc de Lorraine. Le 21 novembre 1562, la seigneurie de Chaligny qui appartient alors à  Nicolas de Vaudémont, duc de Mercœur, est érigée en comté par le duc de Lorraine. La descendance des comtes de Chaligny se poursuit par les femmes qui quittent la Lorraine. Le comté est alors vendu à François de Vaudémont qui deviendra duc de Lorraine en 1624. À partir de ce moment, le sort de Chaligny est celui du duché de Lorraine.
Le château-forteresse de Chaligny est détruit en 1467 par René II de Lorraine, en conflit avec Thiébaut III, seigneur de Chaligny et comte de Vaudémont. Il ne sera jamais reconstruit, mais les habitants ont utilisé les pierres et certains murs du château pour construire de nouvelles habitations. Le souterrain du château a été comblé, et personne ne connaît plus son emplacement.
Histoire de Chaligny.

### Temps modernes
La construction de l'église actuelle a été réalisée entre 1513 et 1530, sur l'emplacement de l'ancienne église détruite en même temps que le château. De l'édifice antérieur subsistent la tour du clocher et le grand portail surbaissé (le bénitier de ce portail est aujourd'hui inaccessible). L'église possède un superbe vitrail de 1520, ainsi qu'une statue de sainte Barbe, patronne des mineurs, datant du XVIe siècle et une superbe pietà en pierre de la même époque. Les autres statues en pierre ou en bois peint et doré datent du XVIIIe siècle. Les bans de la nef sont les plus anciens et datent du XVIe siècle avec les noms gravés au nom des premiers "locataires". Les sept premières rangées sont réservées aux hommes, et les autres aux femmes à partir de la 8e rangée de droite qui porte l'inscription "ban des femmes".

### Époque contemporaine
Fondée en 1913 par Jules et Henri Lévy, la filature de Chaligny emploie jusqu'à 500 ouvrières avant de connaître des difficultés dans les années 1950. Rachetée par le groupe Tricoterie Industrielle Moderne (T.I.M.) puis par le groupe Timwear, l’un des groupes français les plus importants de l’industrie textile, la Tricoteries de Chaligny est marquée par la  bataille pour l'emploi (grève avec occupation d'usine, marche sur Nancy) menée par les tricoteuses lorsque son comité d'entreprise est averti le 11 juin 1971 de la fermeture de la filature qui emploie alors 438 personnes dont 411 femmes. L'activité productive est reprise par l'entreprise Fra-For qui est cependant contrainte de fermer la tricoterie en 1986. La commune de Chaligny rachète alors l’ensemble industriel et reconvertit les terrains en zone d'activité.

## Politique et administration

### Liste des maires
| Période                                  | Période  | Identité       | Étiquette | Qualité                                           |
| ---------------------------------------- | -------- | -------------- | --------- | ------------------------------------------------- |
| Les données manquantes sont à compléter. |          |                |           |                                                   |
| ?                                        | ?        | Edmond Pintier |           |                                                   |
| 1977                                     | 2001     | André Bagard   |           |                                                   |
| mars 2001                                | mai 2020 | Filipe Pinho   | PS        | Président de la CC Moselle et Madon (depuis 2013) |
| mai 2020                                 | En cours | André Bagard,  | DVD       | Ancien cadre                                      |

### Budget et fiscalité 2021
En 2021, le budget de la commune était constitué ainsi :
- total des produits de fonctionnement : 1 612 000 €, soit 562 € par habitant ;
- total des charges de fonctionnement : 1 522 000 €, soit 531 € par habitant ;
- total des ressources d'investissement : 298 000 €, soit 104 € par habitant ;
- total des emplois d'investissement : 384 000 €, soit 134 € par habitant ;
- endettement : 573 000 €, soit 200 € par habitant.

Avec les taux de fiscalité suivants :
- taxe d'habitation : 14,95 % ;
- taxe foncière sur les propriétés bâties : 34,61 % ;
- taxe foncière sur les propriétés non bâties : 64,19 % ;
- taxe additionnelle à la taxe foncière sur les propriétés non bâties : 0,00 % ;
- cotisation foncière des entreprises : 0,00 %.

Chiffres clés Revenus et pauvreté des ménages en 2020 : médiane en 2020 du revenu disponible, par unité de consommation : 23 230 €.

## Population et société

### Démographie
L'évolution du nombre d'habitants est connue à travers les recensements de la population effectués dans la commune depuis 1793. Pour les communes de moins de 10 000 habitants, une enquête de recensement portant sur toute la population est réalisée tous les cinq ans, les populations de référence des années intermédiaires étant quant à elles estimées par interpolation ou extrapolation. Pour la commune, le premier recensement exhaustif entrant dans le cadre du nouveau dispositif a été réalisé en 2008.

En 2022, la commune comptait 2 756 habitants, en évolution de −3,91 % par rapport à 2016 (Meurthe-et-Moselle : −0,13 %, France hors Mayotte : +2,11 %).
| 1793 | 1800 | 1806 | 1821 | 1831 | 1836 | 1841 | 1846 | 1851 |
| ---- | ---- | ---- | ---- | ---- | ---- | ---- | ---- | ---- |
| 789  | 916  | 899  | 896  | 890  | 925  | 868  | 870  | 852  |

| 1856 | 1861 | 1872 | 1876 | 1881 | 1886 | 1891 | 1896  | 1901 |
| ---- | ---- | ---- | ---- | ---- | ---- | ---- | ----- | ---- |
| 794  | 821  | 819  | 827  | 845  | 881  | 900  | 1 028 | 942  |

| 1906  | 1911  | 1921  | 1926  | 1931  | 1936  | 1946  | 1954  | 1962  |
| ----- | ----- | ----- | ----- | ----- | ----- | ----- | ----- | ----- |
| 1 528 | 2 099 | 2 174 | 2 190 | 2 225 | 2 128 | 2 105 | 2 601 | 2 837 |

| 1968  | 1975  | 1982  | 1990  | 1999  | 2006  | 2008  | 2013  | 2018  |
| ----- | ----- | ----- | ----- | ----- | ----- | ----- | ----- | ----- |
| 2 864 | 3 242 | 3 077 | 2 929 | 2 955 | 3 058 | 3 084 | 2 937 | 2 848 |

| 2022  | - | - | - | - | - | - | - | - |
| ----- | - | - | - | - | - | - | - | - |
| 2 756 | - | - | - | - | - | - | - | - |

La démographie de Chaligny a varié en fonction de son économie, mais aussi des guerres qui ont ravagé son territoire pendant des siècles. Agglomération importante pour le début du XVIIe siècle (environ 700 habitants), la guerre la plus meurtrière de tous les temps, celle de Trente Ans, fait chuter sa population à 45 habitants. Il faut plus d'un siècle pour que Chaligny retrouve le même niveau de démographie. Ensuite, sa population croît lentement et décroît un peu pendant les guerres de 1870, 1914 (90 morts qui étaient nés à Chaligny) et 1945. En 2005, la population avoisine les 3 000 habitants et devrait croître avec le récent quartier du Fond du Val  (créé en 2004) et les projets de création de nouveaux lotissements. Chaligny n'a aussi presque que des résidences principales.

## Économie

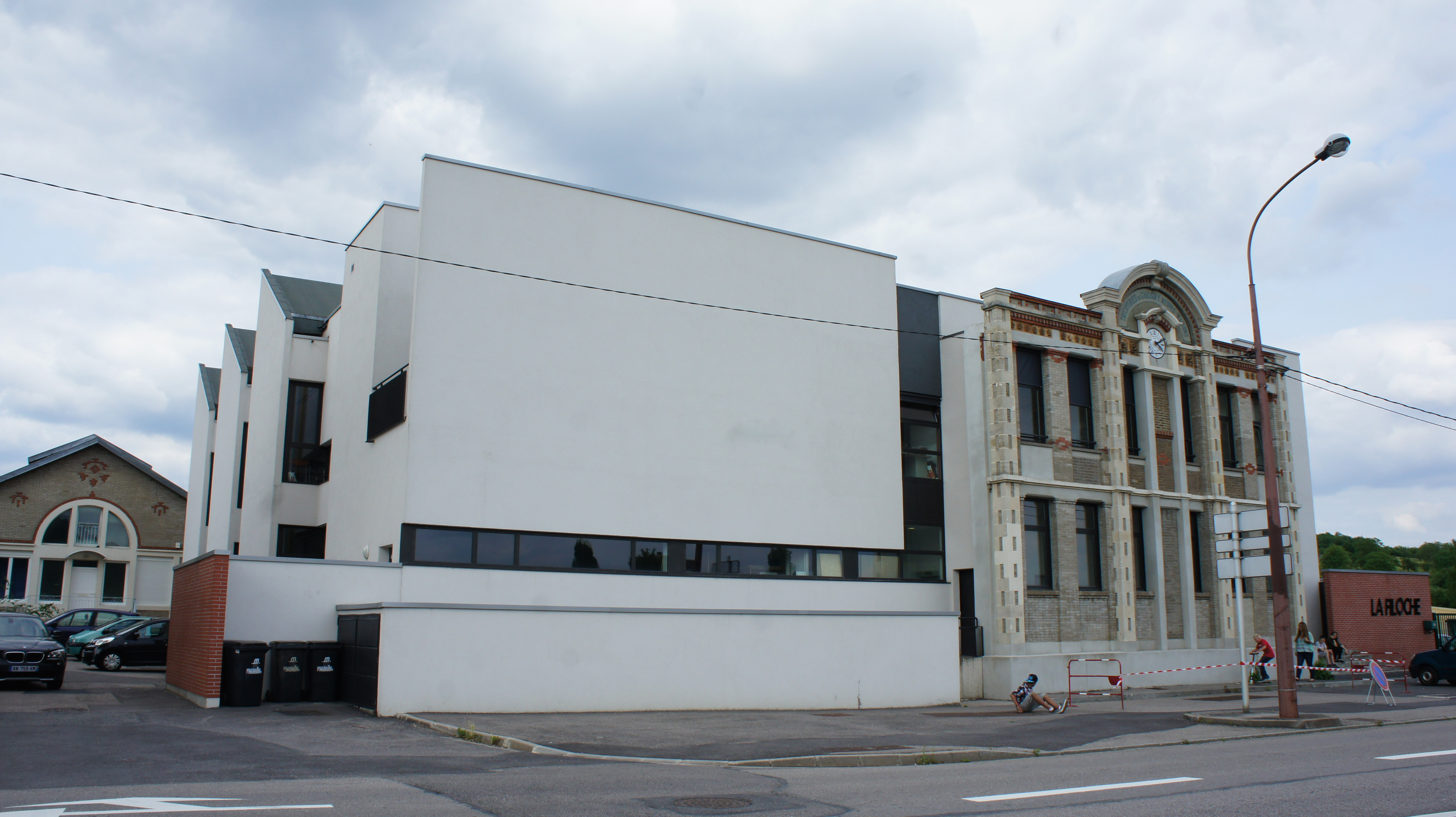
Bâtiment d'une ancienne filature devenue médiathèque.

D'après les historiens (Grosse, Lepage) l’activité était rurale au XIXe siècle :
« Surf. territ. : 124 à 171 hect. en terres lab., 74 à 87 en prés, 186 à 285 en vignes, 807 en bois. On y élève principalement des vaches, et on s'y livre à la culture de la vigne (de qualité médiocre). »
et également viticole.
L'économie de Chaligny est liée à ce qui sera, pendant de nombreux siècles, sa principale activité :  la culture de la vigne, apportée au IIIe siècle par les Romains. À la fin du XIXe siècle, plusieurs années consécutives de mauvaises récoltes, puis l'arrivée du phylloxera ont peu à peu convaincu les Chalinéens de se reconvertir dans l'industrie qui était alors en plein essor dans la région (usine de Neuves-Maisons et filatures) et  assurait un revenu fixe et indépendant des conditions climatiques. L'industrialisation fait exploser la population de Chaligny  et un troisième quartier est créé : les Cités.
Le minerai de fer présent sur le territoire de Chaligny est exploité par à coups au cours des siècles. Réputé au XIIe siècle, son exploitation est reprise en 1364 par Marie de Luxembourg qui se trouve dans une situation financière désastreuse à la mort de son époux Henri V, comte de Vaudémont. Elle exploite alors le minerai de fer et crée des forges qui disparaîtront au début du XVIe siècle. Les mines seront encore rouvertes à la fin du XVe siècle, en effet René II de Lorraine, vainqueur de Charles le Téméraire, relance plusieurs mines afin de reconstruire la Lorraine. Les mines sont de nouveau exploitées aux XIXe et XXe siècles, puis  définitivement fermées en 1965.

## Culture locale et patrimoine

### Lieux et monuments

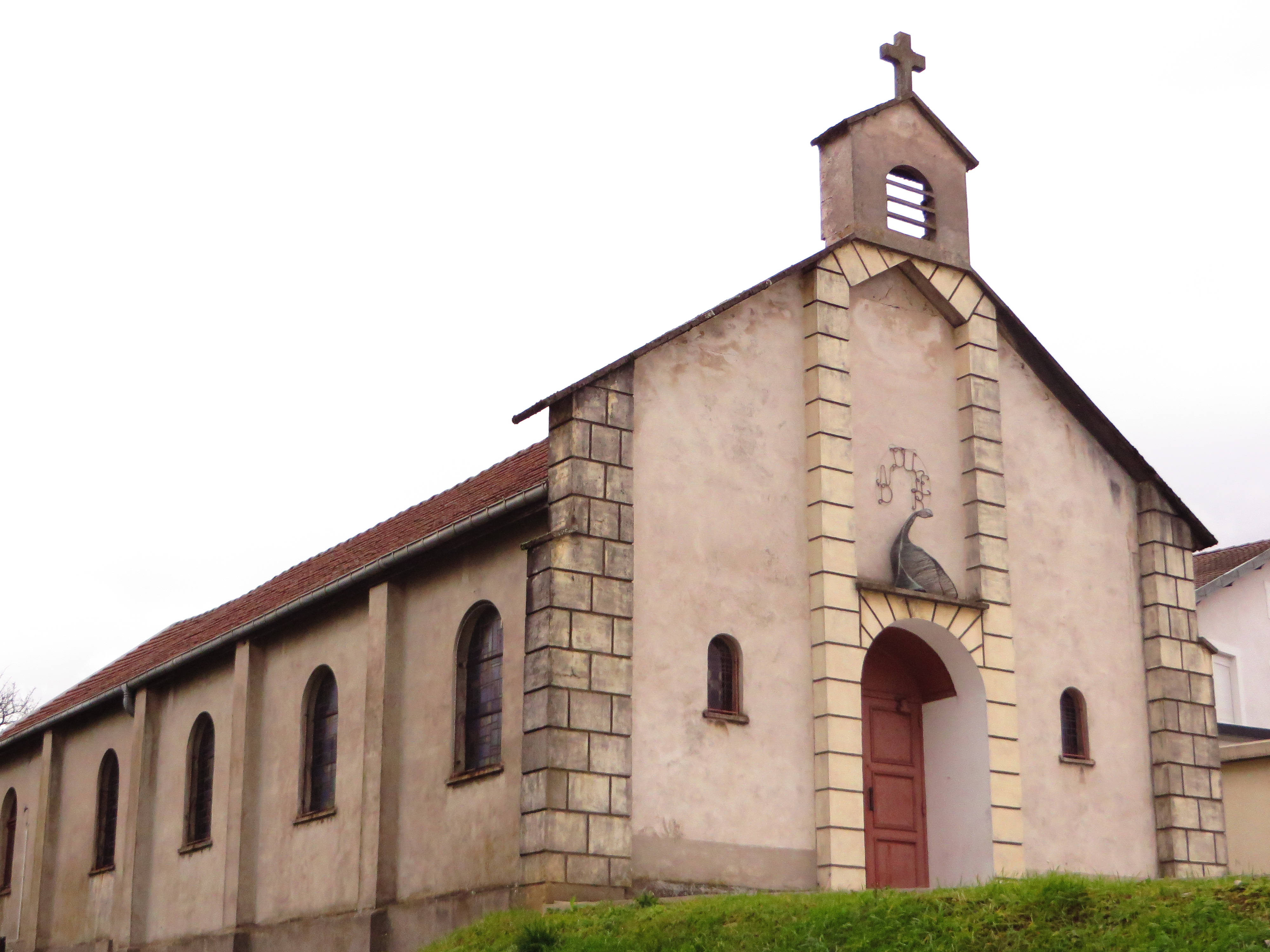
Chapelle Notre-Dame-des-Mineurs.
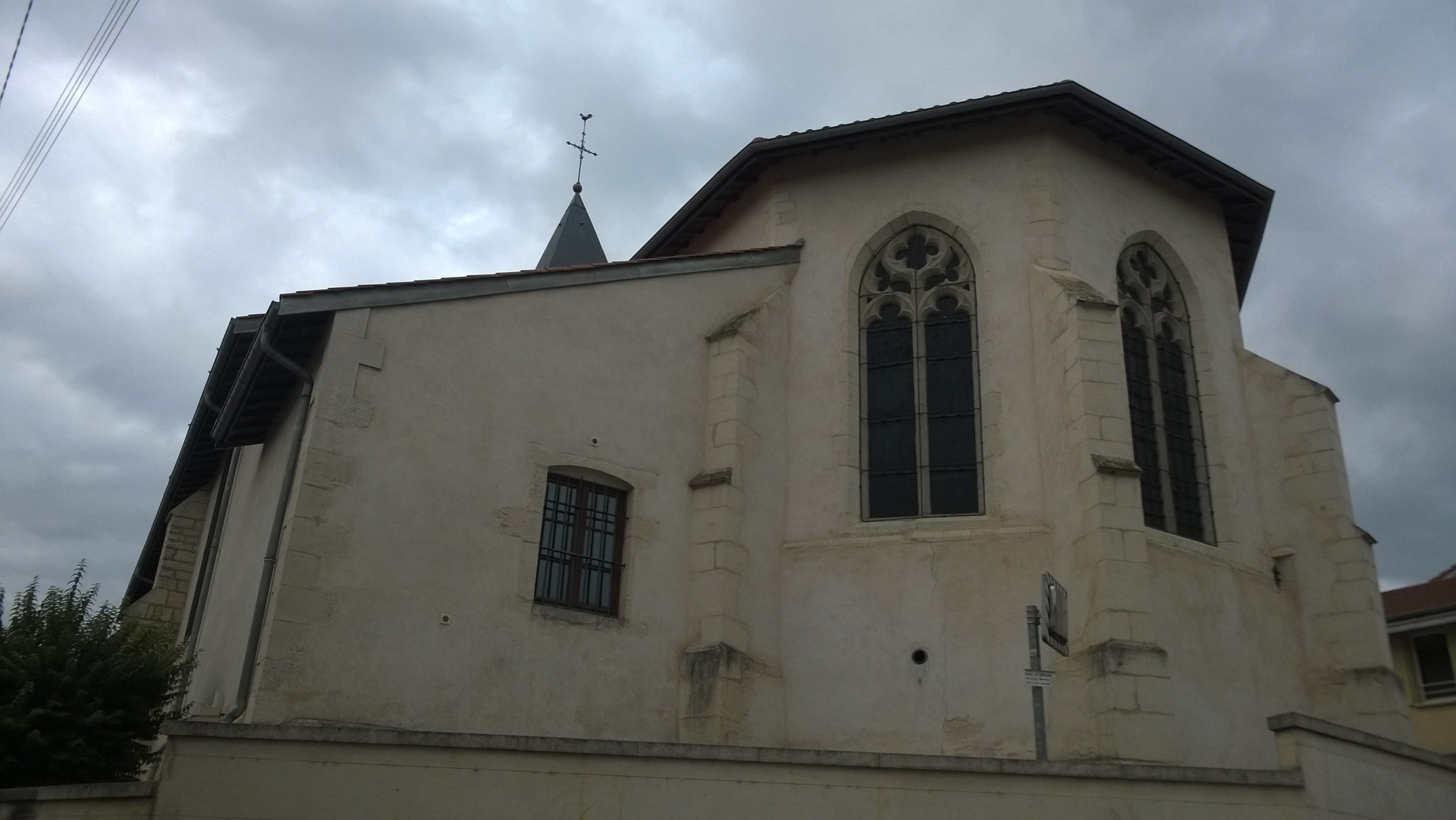
Église Saint-Remi.
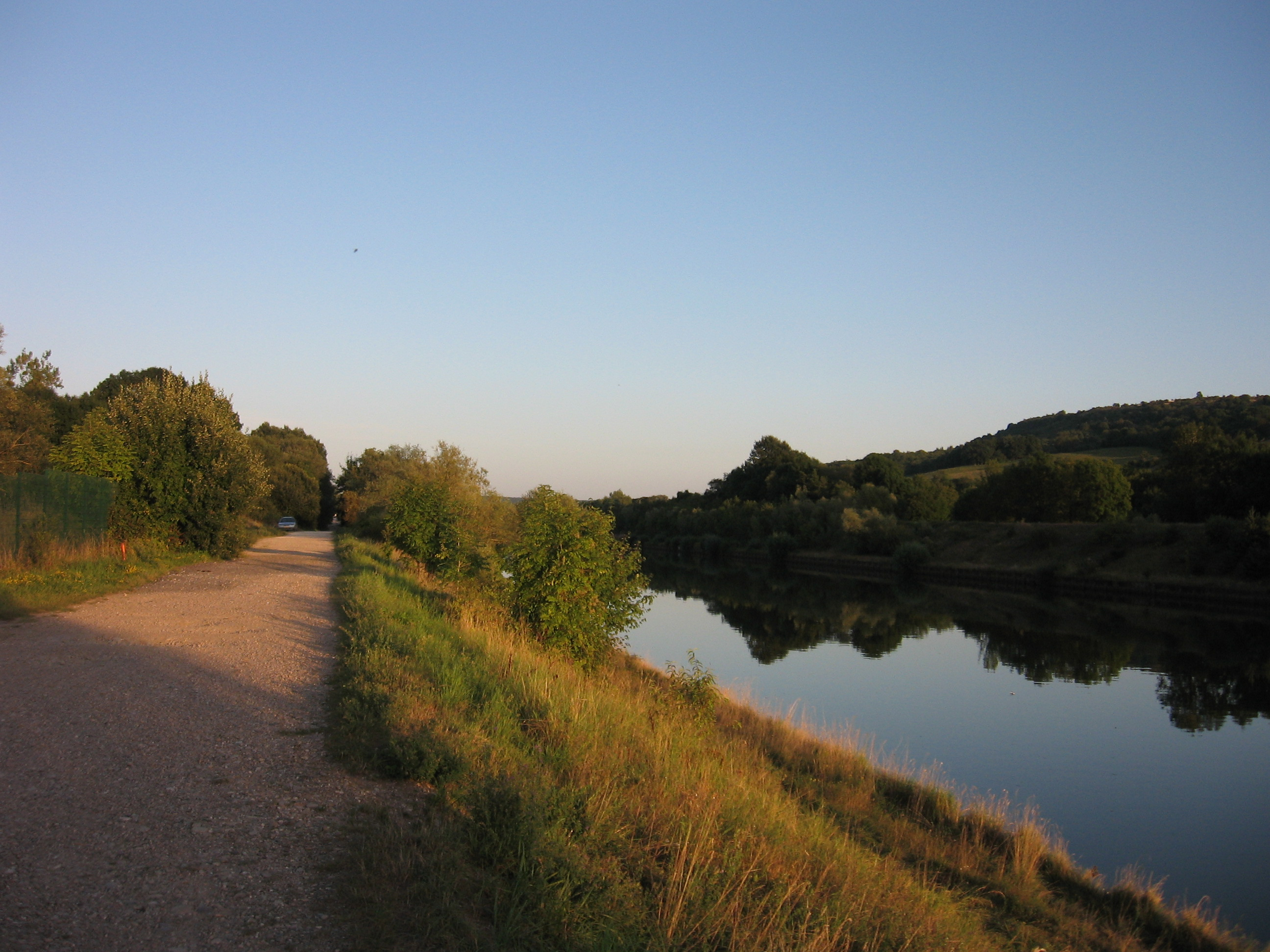
Moselle (canal).
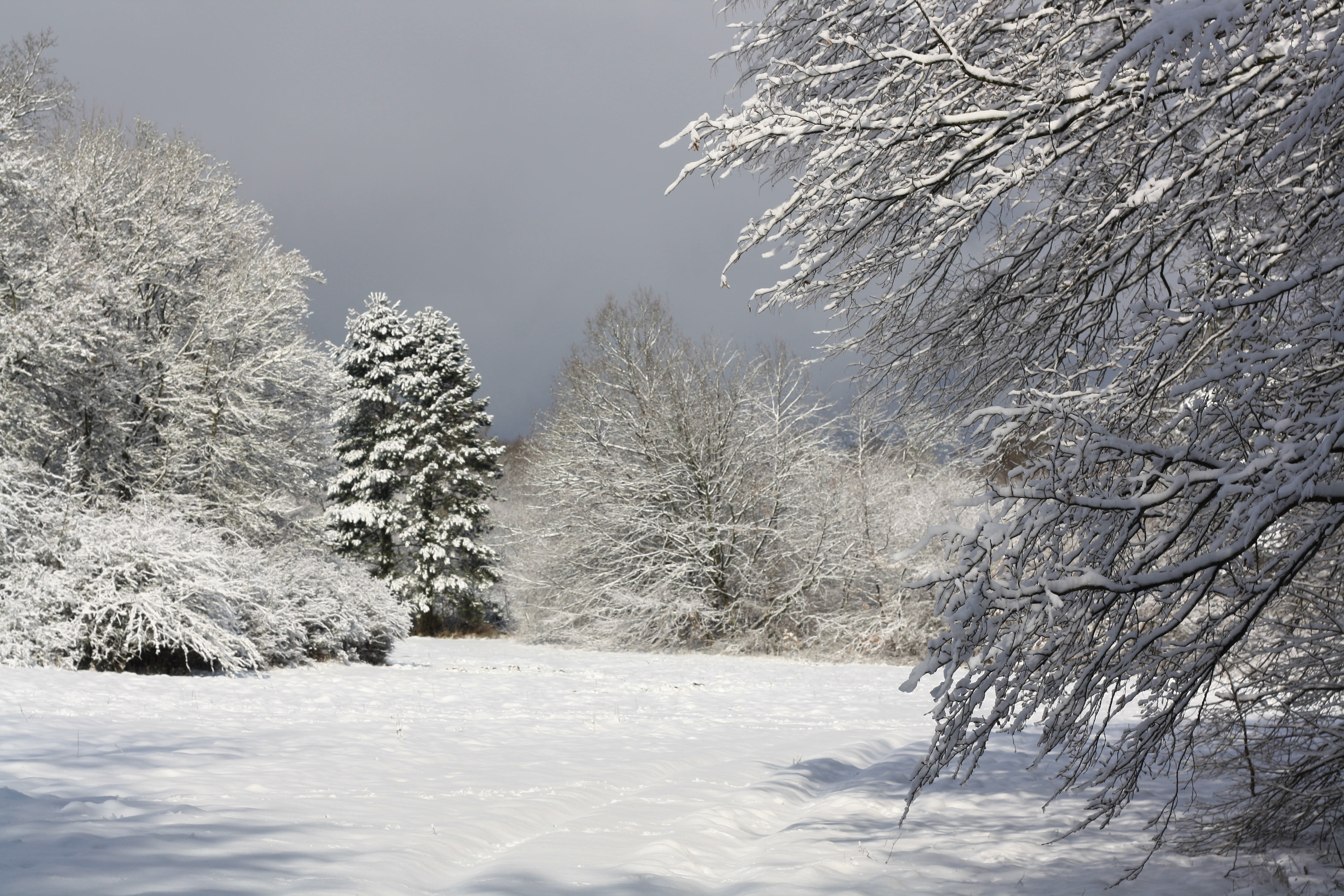
Forêt de Haye.
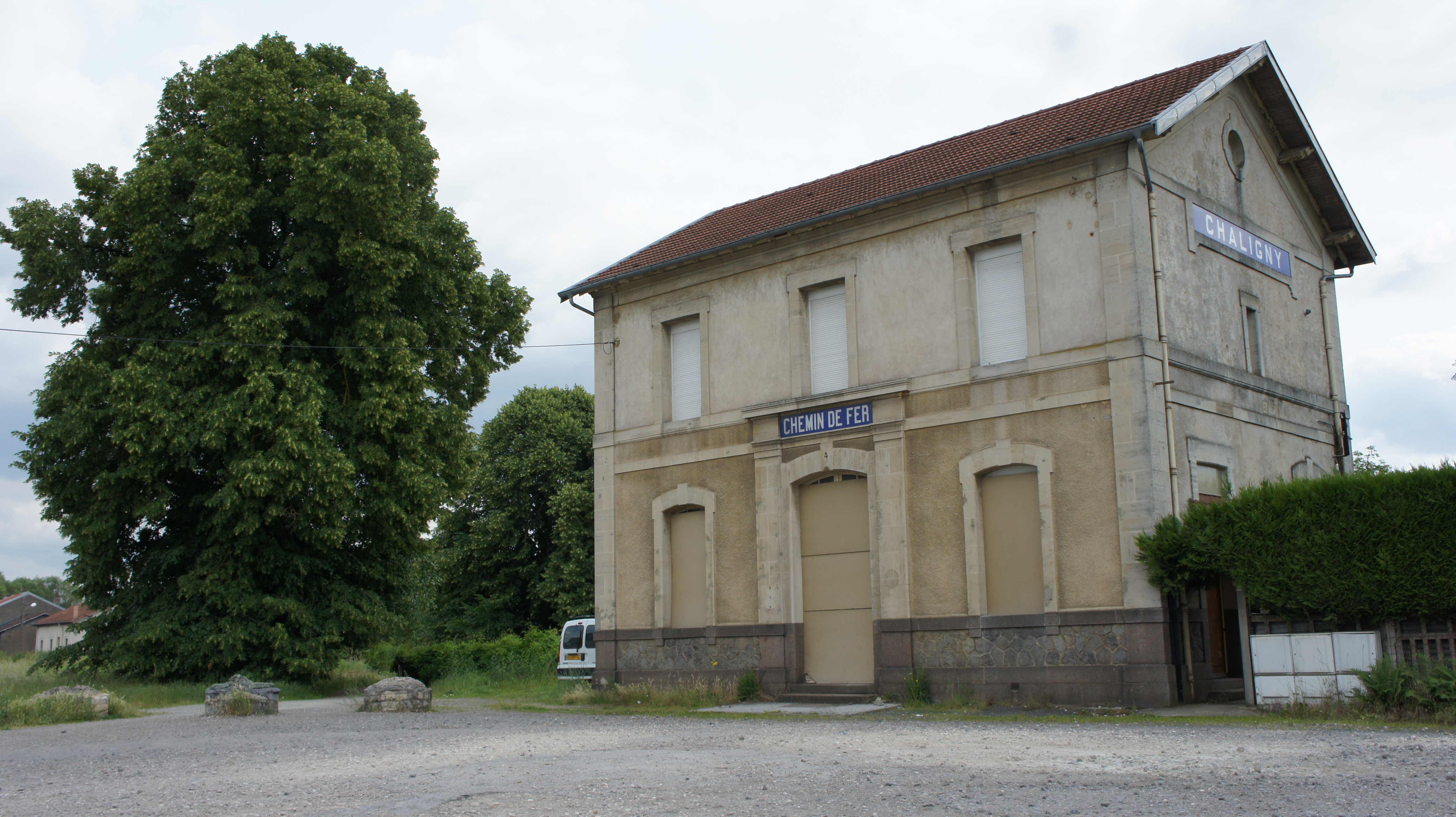
Ancienne gare de Chaligny.

- Château fort détruit en 1467 ; il n'en reste rien[39].
- Maisons avec niches, portes et fenêtres XVe et XVIe siècles[40].
- Chapelle Notre-Dame-des-Mineurs XXe siècle[41],[42],[43].

#### L'église
- Église Saint-Remi XVIe siècle gothique et les maisons groupées autour de l'église sont inscrites, par arrêté du 29 octobre 1926, au titre des monuments historiques[44].

Dans cet inventaire, 9 spécificités y sont enregistrées :
- L'orgue de Tribune, fait par Stezle Joseph[45], datant du 1er quart du XIXe siècle est inscrit au titre objet des monuments historiques depuis le 23 juillet 1990[46]. Seule la partie instrumentale est protégée au titre objet[47].

L' instrument serait l'ancien positif de dos de l'église de Saint-Nicolas-de-Port ou proviendrait de l'abbaye cistercienne de Clairlieu, détruite à la Révolution. Il a sans doute été réalisé vers 1810 à partir d'éléments de tuyauterie plus anciens.
- Statue sainte Catherine, sculpture en bois du XVIIIe siècle, inscrite au titre objet des monuments historiques  depuis 1983[48].
- Statue saint Nicolas, sculpture en bois du XVIIIe siècle, inscrite au titre objet des monuments historiques  depuis 1983[49].
- Statue saint Rémy, sculpture en bois redoré du 4e quart du XVIIIe siècle située dans l'abside, inscrite au titre objet des monuments historiques  depuis 1983[50].
- Autel latéral de la Vierge et son retable, sculpture en bois repeint et redoré du 3e quart du XVIIIe siècle, inscrits au titre objet des monuments historiques  depuis 1974[51].
- Statue sainte Barbe, sculpture en pierre peinte du XVe et XVIe siècles, objet classé au titre des monuments historiques le 22 juillet 1983[52].
- Groupe sculpté : sainte Anne et la Vierge, sculpture en bois peint, doré et argenté datant du 1er quart du XVIIIe siècle ; objet classé au titre des monuments historiques le 11 juillet 1978[53].
- Autel, gradins d'autel, retable, statuettes : saint Pierre, saint Paul, saint Rémy, saint Nicolas, ange adorateur, sculpture en bois taillé, peint et doré, datant du 1er quart du XVIIIe siècle ; objet classé au titre des monuments historiques le 15 septembre 1972[54].

et
- Verrières, datant du 4e quart du XVe siècle[55].
- Verrières : Le jugement dernier, XVIe siècle[56]
- Verrière (2) datant du 1er quart du XVIe siècle: résurrection des morts, Education de la Vierge, sainte Marguerite, armes de Henry de Thierstein, armes de Marguerite de Neufchatel Montaigu (baies 0,3), verrière figurée, XVIe siècle[57].

### Personnalités liées à la commune
- La famille Chaligny[58]
- Georges Émile Labroche (1896-1969), soldat de la Première Guerre mondiale appartenant au 19e bataillon de chasseurs à pied. Le 9 novembre 1918, il prit place dans l'un des 2 véhicules qui traversèrent les lignes allemandes jusqu'à Spa, pour informer l'État-major allemand des conditions de l'armistice signé à la Capelle. Sur le parcours aller-retour il sonna au clairon le cessez-le feu. L'histoire  a surtout retenu Pierre Sellier qui, l'avant-veille  avait accompagné au clairon l'arrivée des plénipotentiaires allemands.
- Bernard Hugo (1925-2001), homme politique né à Chaligny, sénateur de l'Ardèche et maire d'Aubenas.

### Héraldique, logotype et devise
| Blason de Chaligny | Blason  | Le blason de Chaligny : parti au 1er coupé de gueules à la bande d’argent et de gueules à l’aigle aussi d’argent ; au 2e d’or à la bande de gueules chargée de trois alérions d’argent. |
| Blason de Chaligny | Détails | La seigneurie de Chaligny appartient au XIVe siècle à la famille de Neufchâtel. L’église conserve encore un vitrail armorié aux armes de Marguerite de Neufchâtel, morte en 1534, (la bande et l’aigle d’argent). Par la suite, la terre de Chaligny devient la propriété du duc de Lorraine et est érigée en comté. Sont donc associées sur ce blason, les armes de Marguerite de Neufchâtel et celles du Duc Godefroy de Bouillon. Le statut officiel du blason reste à déterminer. |